# Carapoia
Carapoia là một chi nhện trong họ Pholcidae.

## Các loài
Các loài trong chi này gồm:
- Carapoia brescoviti Huber, 2005
- Carapoia crasto Huber, 2005
- Carapoia fowleri Huber, 2000
- Carapoia genitalis (Moenkhaus, 1898)
- Carapoia ocaina Huber, 2000
- Carapoia paraguaensis González-Sponga, 1998
- Carapoia rheimsae Huber, 2005
- Carapoia ubatuba Huber, 2005
- Carapoia una Huber, 2005